# Steve Lacy (músico)
Steve Thomas Lacy-Moya (Compton, 23 de maio de 1998), mais conhecido apenas como Steve Lacy, é um músico, cantor, compositor e produtor musical norte-americano. Lacy nasceu em Compton, Califórnia e ganhou reconhecimento como membro da banda de R&B indicada ao Grammy em 2015, The Internet. Em 2017 Lacy lançou seu EP de estreia, uma série de músicas, intitulada Steve Lacy's Demo. Seu álbum de estreia, Apollo XXI, foi lançado em maio de 2019.

## Vida pessoal
Steve Lacy nasceu em 23 de maio de 1998, em Compton, Califórnia. Sua mãe, Valerie, é afro-americana e seu pai era filipino. Steve diz não conheceu muito seu pai e que ele só aparecia em ocasiões especiais, como aniversários; ele morreu quando Steve tinha dez anos. Steve estudou em escolas particulares durante a maior parte de sua infância e disse que cresceu protegido, resultado de sua mãe querer proteger as suas irmãs e asi mesma do ambiente de Compton na época.
Steve se identifica como bissexual, afirmando que, embora sempre tenha tido atração por mulheres, reprimia sua atração por homens, sentindo que estava cometendo pecado como cristão. Depois que um amigo flertou com ele no Ano Novo de 2017, ele finalmente decidiu aceitar sua bissexualidade e atualmente está explorando sua atração pelo mesmo sexo.

## Carreira
Steve começou a interessar-se por guitarra aos sete anos de idade através do jogo eletrônico Guitar Hero e quis aprender a tocar uma guitarra de verdade. Ele conheceu o ex-membro da banda The Internet, Jameel Bruner, enquanto estava na banda de jazz do ensino médio que ambos frequentavam. Steve começou a produzir batidas em seu iPhone, criando suas primeiras músicas no dispositivo, usando um plug-in para sua guitarra chamado iRig.
Em 2013 ele começou a produzir o que se tornaria o terceiro álbum de estúdio da banda The Internet, Ego Death. Contribuindo na produção de 8 faixas, Ego Death foi indicado ao Grammy Awards de 2016 na categoria Best Urban Contemporary Album.
Steve participou do álbum The Drum Chord Theory de Matt Martians e no álbum Fin de Syd depois que foi anunciado que os membros da The Internet lançariam projetos solo. Ele também começou a produzir músicas para Twenty88, Denzel Curry, Isaiah Rashad, J. Cole, GoldLink e Kendrick Lamar, produzindo a música "Pride" no álbum Damn, vencedora do Grammy de Kendrick,  e ganhando duas participações no álbum de 2019 do Vampire Weekend Father of the Bride.Em 17 de fevereiro de 2017, Steve Lacy's Demo foi lançada, com Steve criando a maior parte da série de músicas em seu iPhone, produzindo os arranjos de guitarra e baixo e cantando seus vocais diretamente no microfone embutido. Ele também programou os padrões de bateria no Ableton Live.
Em 2017, ele coescreveu e produziu todo o EP Crush de Ravyn Lenae, que foi lançado em fevereiro de 2018. Depois que ele e seus colegas da banda Internet lançaram projetos solo em 2017, eles trabalharam em sua continuação de 2018, o álbum de Hive Mind, lançado em julho daquele ano. Lacy passou a produzir para Solange Knowles, Kali Uchis, em seu álbum de estreia Isolation, Mac Miller, em seu álbum de 2018, Swimming, e foi destaque no álbum de Dev Hynes, Negro Swan. Lacy revelou em 2018 que ele produziu para o seu colega nativo de Compton, o rapper YG, e que agora estava usando outros dispositivos, além do telefone celular, para produzir música. Em março de 2019, Lacy foi creditada por produzir duas faixas do álbum When I Get Home, de Solange. Ele também apareceu na música e no vídeo de "Sunflower", do Vampire Weekend, no mesmo mês. Em abril, Steve lançou seu single de estreia, "N Side", fora de seu álbum de estreia, Apollo XXI. Ele anunciou a data de lançamento de Apollo XXI em 24 de maio de 2019. Na semana de seu álbum de estreia, ele lançou mais dois singles, "Playground" e "Hate CD". Mais tarde, o álbum seria indicado para o Grammy Award para Best Urban Contemporary Album no Grammy Awards de 2020, a primeira indicação de Lacy ao Grammy como artista solo.

## Influências
Em uma entrevista ao The Fader, Steve Lacy citou Thundercat, Erykah Badu, Black Moth Super Rainbow, Pharrell Williams e The Neptunes como algumas de suas maiores influências, além de mencionar Prince como o colaborador dos seus sonhos. Makeda Sandford, da Saint Heron, descreveu seu som como "eletrizante, porém suave... divertida de funk de praia, rock 'n roll com um tom de soul". Jonah Bromwich, da Pitchfork, disse que ele "brilha com o clássico funk e soul do sul da Califórnia". Ele também afirmou que uma de suas maiores influências, em relação à produção, é Mac DeMarco. Lacy disse que se sente mais à vontade escrevendo sobre assuntos relacionados a amor e namoro, e descreve seu som musical como um "tecido tartã xadrez".

## Discografia

### Álbuns
- Apollo XXI (2019)

### Extended plays
- Steve Lacy's Demo (2017)

### Com The Internet
- Ego Death (2015)
- Hive Mind (2018)

### Álbuns em colaboração e EPs

#### Com Ravyn Lenae
- Crush (2018)

Com Blood Orange
- Negro Swan (2018)

Com Vampire Weekend
- Father of the Bride (2019)

## Prêmios e indicações
| Ano  | Organização | Prêmio                        | Obra                                                | Resultado | Ref.   |
| ---- | ----------- | ----------------------------- | --------------------------------------------------- | --------- | ------ |
| 2018 | Grammy      | Best Rap Album                | DAMN de Kendrick Lamar (como produtor e compositor) | Venceu    | [ 44 ] |
| 2020 | Grammy      | Best Urban Contemporary Album | Apollo XXI                                          | Indicado  | [ 41 ] |